# Паціан Барселонський
Святий Паціан (Паціанус) (кат. Sant Pacià) (бл. 310–391 н.е.) — єпископ Барселони в IV ст. Він був єпископом приблизно з 365 року нашої ери до 391 року нашої ери, змінивши Претекстата (лат. Pretextat), який був присутній на церковній раді в Сардиці в 347 році нашої ери і який є першим зареєстрованим єпископом Барселони.
Вважається батьком Церкви, Паціан прославляється в «De viris illustribus» Єроніма, в якому Єром вихваляє його красномовство, вченість, цнотливість і святість життя.
Його твори збереглися лише частково в трьох листах і короткому трактаті Paraenesis ad Poenitentiam. У своїх працях він обговорював церковну дисципліну, хрещення, папський примат і вчення про покаяння проти новаціанства, яке тоді процвітало в Іспанії. Його також пам’ятають із фрази з одного з його листів: Christianus mihi nomen est, catholicus vero cognomen («Мене звати християнин, моє прізвище — католик»).
Паціан був одружений і мав сина Флавія Декстера, який служив верховним камергером Феодосія I і префектом преторія Гонорієм. Джером не знав Паціана особисто, але знав сина Паціана, якому присвячений De Viris Illustribus.